# 鎌田斗来
鎌田 斗来（かまだ とらい、1999年5月26日 - ）は、秋田県秋田市出身のサッカー選手。TDK親和会所属。ポジションはミッドフィールダー（MF）。

## 来歴
下新城サッカースポーツ少年団、ブラウブリッツ秋田U-15を経て、同U-18へ昇格。
2017年、クラブ史上初めてトップチームに2種登録され、同年7月1日のJ3第15節・FC東京U-23戦でJリーグ初出場した。
2018年、関東大学リーグ2部の産業能率大学へ進学した。2022年春、産業能率大学を卒業した。
2023年現在ブラウブリッツ秋田U-18コーチを務めている。

## 所属クラブ
ユース経歴
- 下新城サッカースポーツ少年団 (秋田市立下新城小学校)
- 2012年-2014年 ブラウブリッツ秋田U-15（秋田市立秋田北中学校）
- 2015年-2017年 ブラウブリッツ秋田U-18（秋田県立男鹿工業高等学校）
  - 2017年  ブラウブリッツ秋田（2種登録選手）
- 2018年-2021年 産業能率大学

## 個人成績
| 国内大会個人成績 | 国内大会個人成績 | 国内大会個人成績 | 国内大会個人成績 | 国内大会個人成績 | 国内大会個人成績 | 国内大会個人成績 | 国内大会個人成績 | 国内大会個人成績 | 国内大会個人成績 | 国内大会個人成績 | 国内大会個人成績 |
| 年度             | クラブ           | 背番号           | リーグ           | リーグ戦         | リーグ戦         | リーグ杯         | リーグ杯         | オープン杯       | オープン杯       | 期間通算         | 期間通算         |
| 年度             | クラブ           | 背番号           | リーグ           | 出場             | 得点             | 出場             | 得点             | 出場             | 得点             | 出場             | 得点             |
| 日本             | 日本             | 日本             | 日本             | リーグ戦         | リーグ戦         | リーグ杯         | リーグ杯         | 天皇杯           | 天皇杯           | 期間通算         | 期間通算         |
| ---------------- | ---------------- | ---------------- | ---------------- | ---------------- | ---------------- | ---------------- | ---------------- | ---------------- | ---------------- | ---------------- | ---------------- |
| 2017             | 秋田             | 25               | J3               | 2                | 0                | -                | -                | 0                | 0                | 2                | 0                |
| 通算             | 日本             | 日本             | J3               | \|2              | 0                | -                | -                | 0                | 0                | 2                | 0                |
| 総通算           | 総通算           | 総通算           | 総通算           | \|2              | 0                | -                | -                | 0                | 0                | 2                | 0                |

- 2017年は2種登録選手

出場歴
- Jリーグ初出場 - 2017年7月1日 J3第15節 vsFC東京U-23（味の素フィールド西が丘）

## タイトル
ブラウブリッツ秋田
- J3リーグ：1回（2017年）